# رود كولبين
رود كولبين (بالإنجليزية: Rod Colbin)‏ مواليد 23 نوفمبر 1923 في نيو هيفن، الولايات المتحدة - الوفاة 4 فبراير 2007 في دنفر، الولايات المتحدة، هو ممثل ومخرج أمريكي بدأ مسيرته الفنية سنة 1952. امتدت مسيرته الفنية لأكثر من 34 عاما.

## الأعمال
- ذا إدج أوف نايت
- استبصار
- أليس
- ذا جيفرسونز
- مسلسل ملائكة تشارلي
- بارني ميلر
- كوينسي إم إي
- ثريز كومباني
- ريمنغتون ستيل

## روابط خارجية
- رود كولبين على موقع IMDb (الإنجليزية)
- رود كولبين على موقع قاعدة بيانات برودواي على الإنترنت (الإنجليزية)
- رود كولبين على موقع قاعدة بيانات الفيلم (الإنجليزية)